# 米爾福德 (堪薩斯州)
米爾福德（英語：Milford）是一個位於美國堪薩斯州吉里縣的城市。

## 地方資料
根據2020年美國人口普查的數據，米爾福德的面積為1.48平方千米，當中陸地面積為1.48平方千米，而水域面積為0.00平方千米。當地共有人口408人，而人口密度為每平方千米275.68人。